# Gare d'Ovroutch
La gare d'Ovroutch  est une gare ferroviaire de la ligne Ovroutch-Tchernihiv. Elle est située dans la ville de Ovroutch, en Ukraine.

## Situation ferroviaire
Elle est exploitée par le réseau Pivdenno-Zakhidna zaliznytsia.

## Histoire
La gare ouverte en 1916 est classée au Registre national des monuments immeubles d'Ukraine sous le numéro : 18-242-0123.